# Újpesti Erőmű
Az Újpesti Erőmű Budapest IV. kerületében található. A kor színvonalának megfelelő termelő technológia 1910-ben kezdte meg a villamosenergia-termelést. A francia Veolia tulajdonában lévő Budapesti Erőmű Zrt-hez tartozik.

## Története
Az erőmű a Phöbus Villamos Vállalatok Részvénytársaság nevű vállalat beruházásában épült 1908 és 1910 között. A második világháborút követően romlani kezdett a szén minősége. 1953-tól a fűtőérték növelésé érdekében pakuratüzelést is alkalmaztak. 1968-ban vezették be a kazánok földgáztüzelését és ekkoriban indult el a hőtermelés. A környéken felépült lakótelepek számára a távfűtési rendszerbe történő forróvíz szolgáltatás 1978-ban kezdődött el. Ebben az időszakban épült a 146 méter magas kémény, amelyet ma is használnak. A környező városrészek energiaigényének változásával összhangban több lépésben esett át korszerűsítésen és kapacitásbővítésen. 1999-2002 között épült az új, korszerű technológiájú blokk. A jelenleg is üzemelő gáz-gőz körfolyamatú berendezései 2002-ben álltak üzembe.

## Energiatermelés
Az elsődleges tüzelőanyag csővezetéken érkező nagynyomású földgáz. A tartalék tüzelőanyag vasúton beszállított tüzelőolaj, melyből 10 000 m³ -t a helyszínen tárolnak. Az erőmű által ellátott távhő körzetek: Káposztásmegyer, Újpest-Városközpont, Angyalföld. A távhőszolgáltatásban az erőmű a hőtermelésen kívül ún. rendszerszolgáltatásokat is biztosít, úgymint a távfűtési keringtetés, nyomástartás, pótvíz-betáplálás.

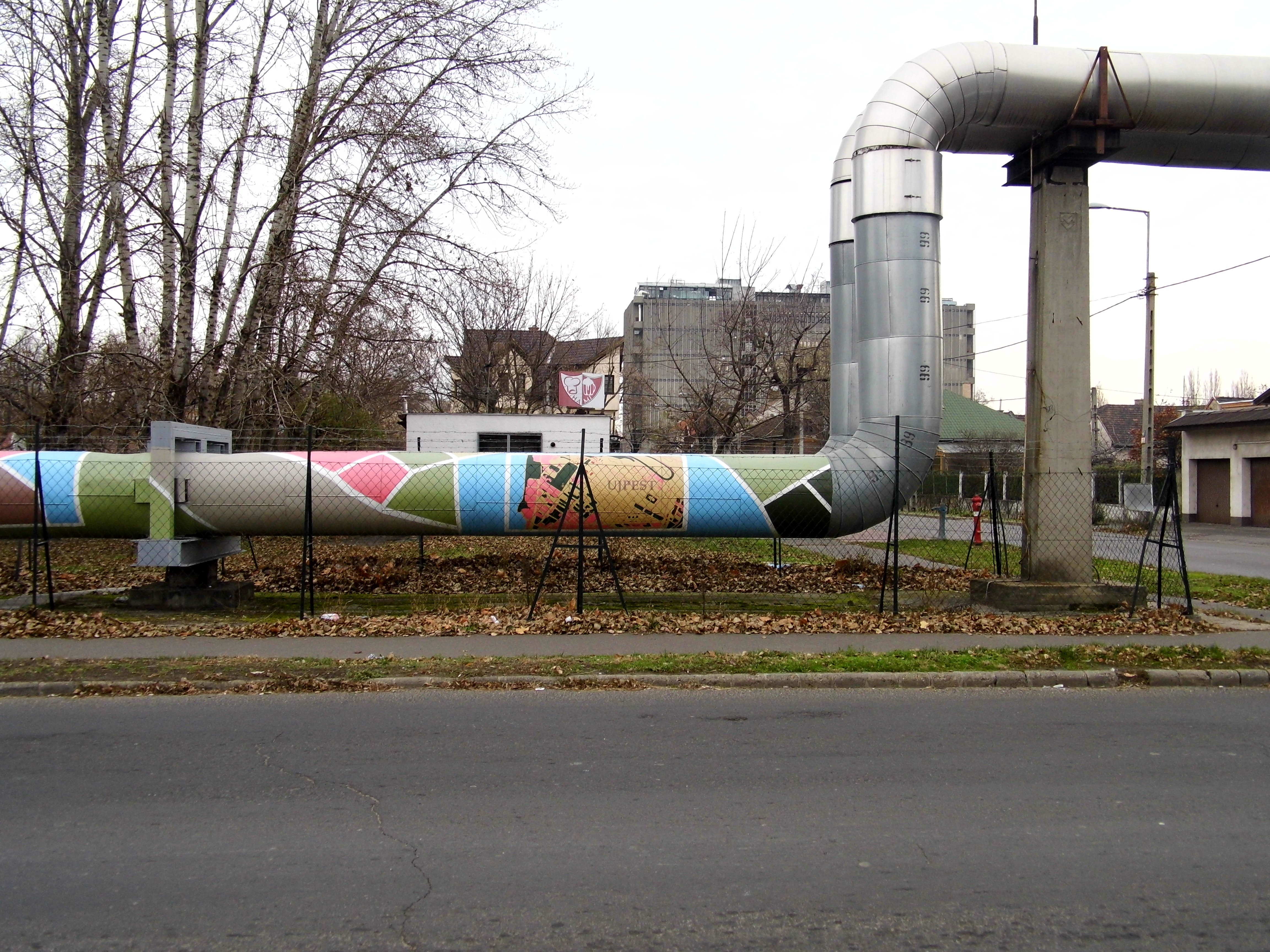
Kidekorált forróvíz csővezeték Újpalota és Káposztásmegyer felé

## Az erőmű berendezései
Az alapberendezésként üzemeltetett kombinált ciklus (gázturbina, hőhasznosító kazán, gőzkazán, ellennyomású gőzturbina) mellett rendelkezésre állnak forróvíz termelést szolgáló kazánok, melyeket igény szerint csúcsberendezésként üzemeltetünk. Az erőmű főberendezései a téli, fűtési idény időszakában jellemzően nagy terheléssel, optimális kihasználtsággal üzemelnek.